# 안도항 (여수시)
안도항(安島港, Ando Fishing Port)은 전라남도 여수시 남면 안도리, 안도 섬에 있는 어항이다. 1971년 12월 21일 국가어항으로 지정되었으며, 관리청은 해양수산부 서해어업관리단, 시설관리자는 여수시장이다.

## 연혁
- 안도는 섬의 형태가 기러기와 같다고 하여 기러기 안(雁)자를 썼다고 전해지나 지금은 편안할 안(安)자를 써서 안도라고 한다.
- 안도항은 청정해역으로 조수간만의 차가 크며, 수심이 깊은 항으로 1973년 기본시설에 대한 계획을 수립하면서 착공을 시작해 1983년 기본시설을 완공했으며 1995년 보강 공사를 착수했다.[1]

## 어항구역
본 항의 어항구역은 다음과 같다.
- 수역: 서고지 서측 돌출부 선단에서 정서 대부도와 접하는 점과 동도 북단 돌출부에서 소부도 남단 및 동지점 동측 대안 서고지 돌출부 선단과 연결하는 선을 따라 형성된 공유수면[2]
- 육역: 전라남도 여수시 남면 안도리 1131-10 외 9필지(상세내역은 생략)[3]